# Diemerscheg
De Diemerscheg  is het groene gebied tussen de Noordhollandse gemeenten Diemen, Amsterdam en Gooise Meren. Het wordt doorsneden door het Amsterdam-Rijnkanaal, twee snelwegen en de spoorbaan tussen Amsterdam en Hilversum. In dit gebied bevindt zich onder meer het Diemerbos.
In februari 2020 kwamen de omliggende gemeenten met een plan in samenwerking met Staatsbosbeheer voor de ontwikkeling van dit gebied, met het klimaat als thema en de bedoeling te voorkomen dat het ten prooi zou vallen aan verstedelijking. De energiecentrale in Diemen zou een energiepark kunnen gaan worden met informatie voor het publiek over de transitie van gas en kolen naar nieuwe energiebronnen, met daarbij als voorbeelden een haag van windmolens voor stroomopwekking langs het kanaal en vele zonnepanelen op de taluds van de snelwegen. Het Diemerbos zou een metamorfose maken naar een nat klimaatbos: door verhoging van het waterpeil zou worden voorkomen dat de veengrond verbrandt. Daarvoor zouden wel nieuwe boomsoorten moeten worden geplant die tegen een hoge grondwaterstand bestendig zijn, zoals de els, de berk, de wilg en de populier. Er zouden tevens recreatie-voorzieningen komen.